# A Igreja de Jesus Cristo dos Santos dos Últimos Dias na Argentina
A Igreja de Jesus Cristo dos Santos dos Últimos Dias foi estabelecida na Argentina em 1923, pouco depois da Primeira Guerra Mundial, após duas famílias alemãs de membros da Igreja emigrarem para o país.

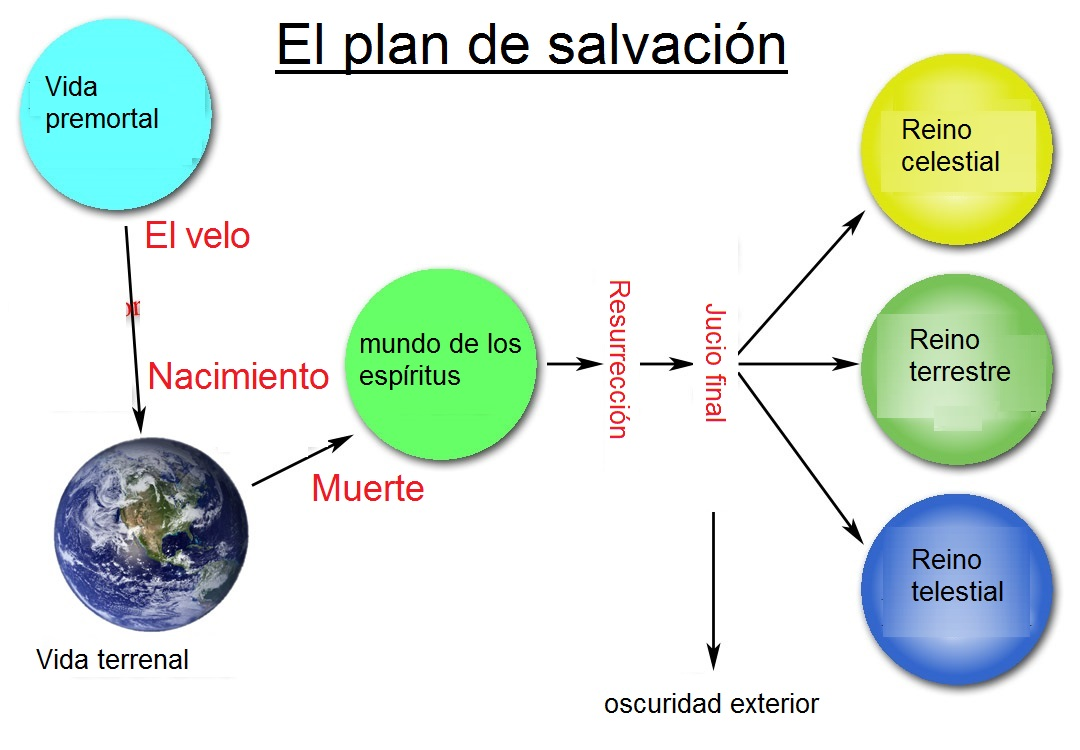
El plan de salvación

## História
Após duas famílias de emigrantes alemães que pertenciam à Igreja emigrarem para a Argentina, os membros de ambas começaram a compartilhar suas crenças através de jornais locais e escreveram cartas para a Primeira Presidência solicitando missionários. A Igreja SUD enviou o Apóstolo Melvin J. Ballard para a Argentina em dezembro de 1925 e seis pessoas foram batizadas logo em seguida. A Missão da América do Sul foi criada, porém a sede foi levada para São Paulo. Algum tempo depois, Elder Ballard profetizou que "o trabalho sairá lentamente, assim como o carvalho cresce a partir de uma bolota ... [Mas] a América do Sul vai se tornar uma missão de poder na Igreja".
A Argentina inicialmente fazia parte da Missão América do Sul. Então, em 1936, a missão foi dividida em missões brasileiras e argentinas. A composição cresceu lentamente durante os primeiros 20 anos, em 1945, a adesão foi de 800 membros na Argentina. A Missão argentina foi dividida em 1962, e as missões adicionais foram criadas desde então. Em 1998, havia dez missões na Argentina.
A primeira estaca criada na Argentina, foi organizada em Buenos Aires em 1966, com Angel Abrea, agora um membro do Primeiro Quórum dos Setenta, como presidente de estaca. Em 1978, a adesão atingiu cerca de 40.000 membros. O Templo de Buenos Aires foi anunciado em 1980 e dedicado em 17 de janeiro de 1986.

## Atualidade

373.000 santos dos últimos dias vivem na Argentina.

Na Argentina vivem pouco mais de 373.000 santos dos últimos dias, distribuídos em 888 alas e ramos, além de 79 estacas, sendo a sétima maior congregação cristã no país.
No país, existem 10 missões subdivididas pelas províncias. Atualmente, está em funcionamento o Templo de Buenos Aires, e anunciado o Templo de Córdoba.